# Euphorbia sarcodes
Euphorbia sarcodes är en törelväxtart som beskrevs av Pierre Edmond Boissier. Euphorbia sarcodes ingår i släktet törlar, och familjen törelväxter. Inga underarter finns listade i Catalogue of Life.